# Condé-sur-Risle
Pour les articles homonymes, voir Condé.
Condé-sur-Risle est une commune française située dans le département de l'Eure en région Normandie.

## Géographie

### Localisation
|                           | Corneville-sur-Risle, Appeville-Annebault | Appeville-Annebault      |
| Campigny                  | Condé-sur-Risle                           |                          |
| Saint-Martin-Saint-Firmin | Saint-Christophe-sur-Condé                | Saint-Philbert-sur-Risle |

### Hydrographie
La commune est située dans le bassin Seine-Normandie. Elle est drainée par la Risle, le fossé 02 de la commune de Saint-Etienne-l'Allier, le ruisseau Saint-Christophe, des bras de la Risle, le fossé 02 de la commune de Saint-Christophe-sur-Conde, la Risle et divers autres petits cours d'eau,.
La Risle, d'une longueur de 145 km, prend sa source dans la commune de Planches et se jette  dans la Seine à Berville-sur-Mer, après avoir traversé 52 communes.

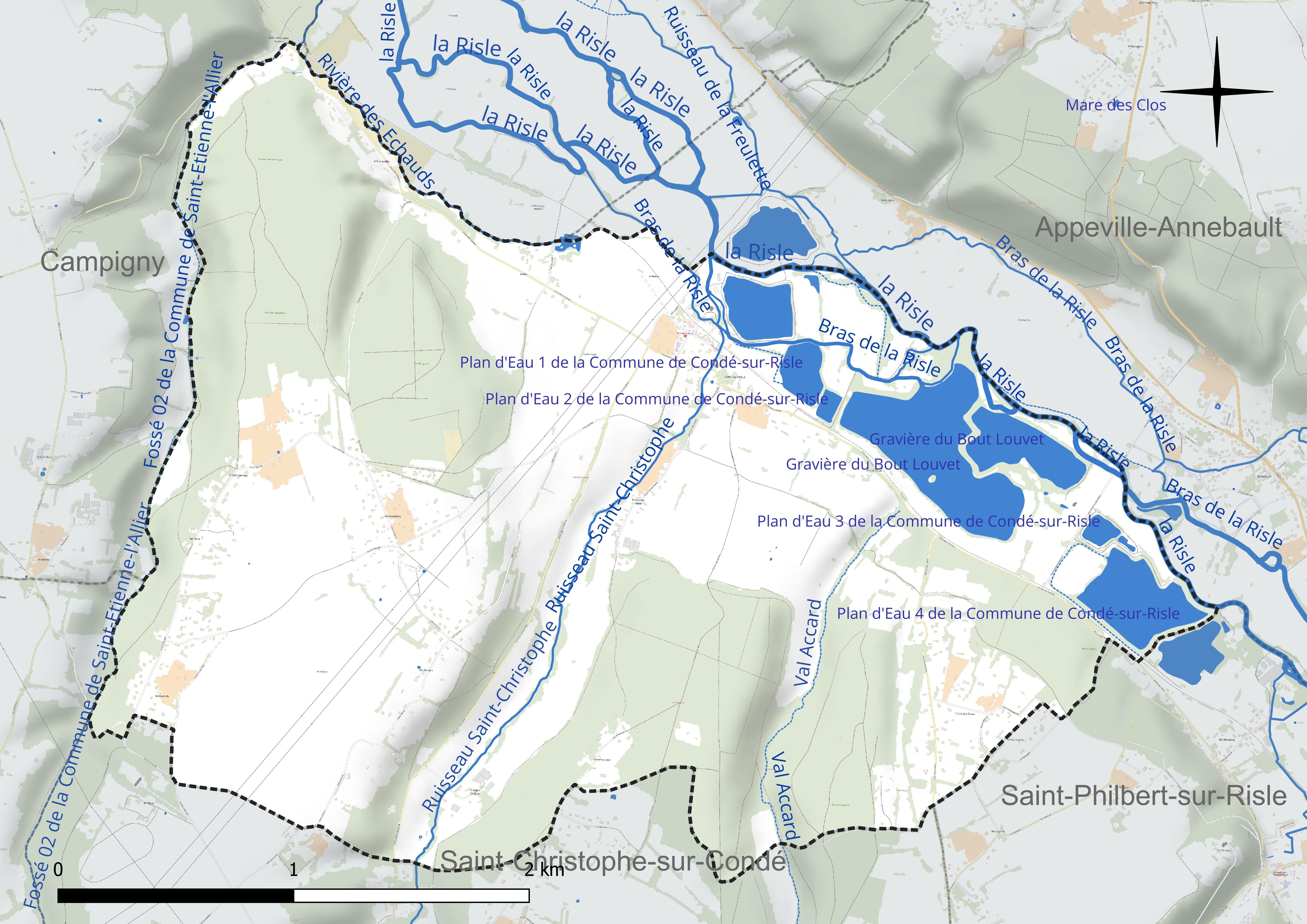
Réseau hydrographique de Condé-sur-Risle.

Cinq plans d'eau complètent le réseau hydrographique : la gravière du Bout Louvet (25,3 ha), le plan d'eau 1 de la commune de Condé-sur-Risle (3,7 ha), le plan d'eau 2 de la commune de Condé-sur-Risle (0,9 ha), le plan d'eau 3 de la commune de Condé-sur-Risle (1,3 ha) et le plan d'eau 4 de la commune de Condé-sur-Risle (11,4 ha),.

### Climat
Pour des articles plus généraux, voir Climat de la Normandie et Climat de l'Eure.
En 2010, le climat de la commune est de type climat océanique altéré, selon une étude du CNRS s'appuyant sur une série de données couvrant la période 1971-2000. En 2020, Météo-France publie une typologie des climats de la France métropolitaine dans laquelle la commune est exposée à un climat océanique et est dans la région climatique  Côtes de la Manche orientale, caractérisée par un faible ensoleillement (1 550 h/an) ; forte humidité de l’air (plus de 20 h/jour avec humidité relative > 80 % en hiver), vents forts fréquents. Parallèlement le GIEC normand, un groupe régional d’experts sur le climat, différencie quant à lui, dans une étude de 2020, trois grands types de climats pour la région Normandie, nuancés à une échelle plus fine par les facteurs géographiques locaux. La commune est, selon ce zonage, exposée à un « climat contrasté des collines », correspondant au Pays d’Auge, Lieuvin et Roumois, moins directement soumis aux flux océaniques et connaissant toutefois des précipitations assez marquées en raison des reliefs collinaires qui favorisent leur formation.
Pour la période 1971-2000, la température annuelle moyenne est de 10,9 °C, avec  une amplitude thermique annuelle de 13,1 °C. Le cumul annuel moyen de précipitations est de 810 mm, avec 12,7 jours de précipitations en janvier et 8,4 jours en juillet. Pour la période 1991-2020, la température moyenne annuelle observée sur la station météorologique la plus proche, située sur la commune de Lieurey à 12 km à vol d'oiseau, est de 11,3 °C et le cumul annuel moyen de précipitations est de 893,1 mm,. Pour l'avenir, les paramètres climatiques de la commune estimés pour 2050 selon différents scénarios d’émission de gaz à effet de serre sont consultables sur un site dédié publié par Météo-France en novembre 2022.

## Urbanisme

### Typologie
Au 1er janvier 2024, Condé-sur-Risle est catégorisée commune rurale à habitat dispersé, selon la nouvelle grille communale de densité à 7 niveaux définie par l'Insee en 2022.
Elle est située hors unité urbaine. Par ailleurs la commune fait partie de l'aire d'attraction de Pont-Audemer, dont elle est une commune de la couronne,. Cette aire, qui regroupe 34 communes, est catégorisée dans les aires de moins de 50 000 habitants,.

### Occupation des sols
L'occupation des sols de la commune, telle qu'elle ressort de la base de données européenne d’occupation biophysique des sols Corine Land Cover (CLC), est marquée par l'importance des territoires agricoles (56,2 % en 2018), une proportion sensiblement équivalente à celle de 1990 (56,6 %). La répartition détaillée en 2018 est la suivante : 
forêts (33,8 %), prairies (32,6 %), terres arables (13,7 %), eaux continentales (10 %), zones agricoles hétérogènes (9,9 %). L'évolution de l’occupation des sols de la commune et de ses infrastructures peut être observée sur les différentes représentations cartographiques du territoire : la carte de Cassini (XVIIIe siècle), la carte d'état-major (1820-1866) et les cartes ou photos aériennes de l'IGN pour la période actuelle (1950 à aujourd'hui).

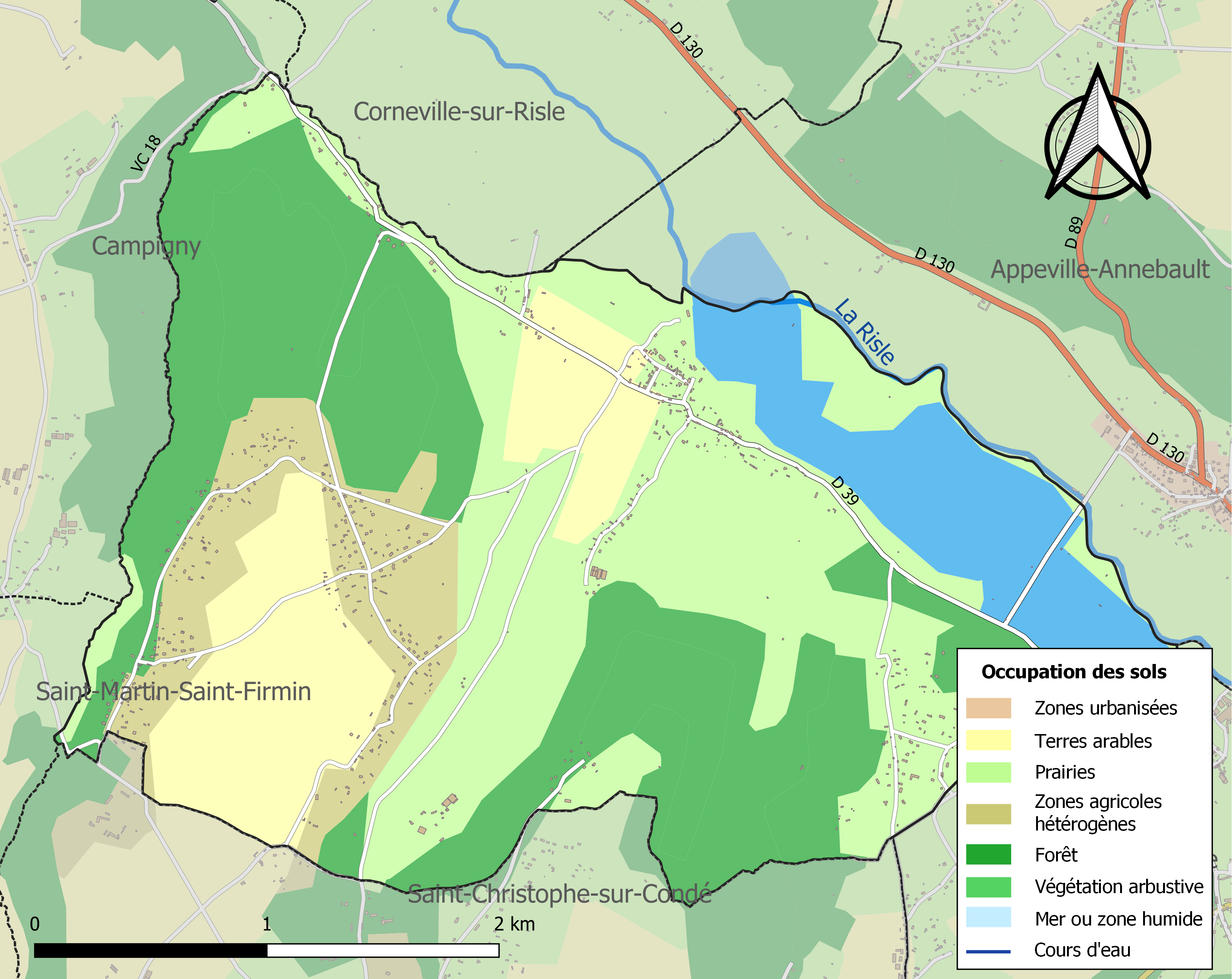
Carte des infrastructures et de l'occupation des sols de la commune en 2018 (CLC).

## Toponymie
Le nom de la localité est attesté sous les formes Condeto vers 1055, Condedus au XIe siècle, Condetus supra Rilum au XIIIe siècle, Condeius en 1255.
Son nom vient du mot gaulois Condate généralement employé‚ pour désigner un territoire au confluent de deux cours d'eau. Doit son nom au confluent de la Risle et du ruisseau de la Freulette et le Ruisseau Saint-Christophe.

## Politique et administration
| Période                                  | Période  | Identité           | Étiquette      | Qualité |
| ---------------------------------------- | -------- | ------------------ | -------------- | ------- |
| mars 2001                                | En cours | M. Dominique Leroy | Sans étiquette |         |
| Les données manquantes sont à compléter. |          |                    |                |         |

## Démographie
L'évolution du nombre d'habitants est connue à travers les recensements de la population effectués dans la commune depuis 1793. Pour les communes de moins de 10 000 habitants, une enquête de recensement portant sur toute la population est réalisée tous les cinq ans, les populations de référence des années intermédiaires étant quant à elles estimées par interpolation ou extrapolation. Pour la commune, le premier recensement exhaustif entrant dans le cadre du nouveau dispositif a été réalisé en 2008.

En 2022, la commune comptait 656 habitants, en évolution de +3,14 % par rapport à 2016 (Eure : −0,25 %, France hors Mayotte : +2,11 %).
| 1793 | 1800 | 1806 | 1821 | 1831 | 1836 | 1841 | 1846 | 1851 |
| ---- | ---- | ---- | ---- | ---- | ---- | ---- | ---- | ---- |
| 747  | 738  | 732  | 675  | 635  | 614  | 643  | 650  | 619  |

| 1856 | 1861 | 1866 | 1872 | 1876 | 1881 | 1886 | 1891 | 1896 |
| ---- | ---- | ---- | ---- | ---- | ---- | ---- | ---- | ---- |
| 604  | 550  | 513  | 528  | 457  | 432  | 425  | 444  | 435  |

| 1901 | 1906 | 1911 | 1921 | 1926 | 1931 | 1936 | 1946 | 1954 |
| ---- | ---- | ---- | ---- | ---- | ---- | ---- | ---- | ---- |
| 363  | 336  | 331  | 303  | 316  | 314  | 307  | 353  | 374  |

| 1962 | 1968 | 1975 | 1982 | 1990 | 1999 | 2006 | 2008 | 2013 |
| ---- | ---- | ---- | ---- | ---- | ---- | ---- | ---- | ---- |
| 411  | 406  | 337  | 363  | 377  | 454  | 514  | 531  | 615  |

| 2018 | 2022 | - | - | - | - | - | - | - |
| ---- | ---- | - | - | - | - | - | - | - |
| 642  | 656  | - | - | - | - | - | - | - |

## Culture locale et patrimoine

### Lieux et monuments
La commune de Condé-sur-Risle compte plusieurs édifices inscrits à l'inventaire général du patrimoine culturel :
- L'église Saint-Martin (XIe, XVe et XVIIIe)[29] ;
- Une croix de cimetière (1636) située dans le cimetière de l'église Saint-Martin[30] ;
- Un édifice fortifié datant de l'Antiquité au lieu-dit les Parquets[31]. Il pourrait s'agir d'un ancien camp Romain dont il ne subsiste que des vestiges ;
- Un moulin à blé des XVIe et XVIIe siècles[32] ;
- Une maison du XVIIIe siècle[33] ;
- Deux fermes : l'une du XVIIIe siècle au lieu-dit la Rue[34], l'autre du XVIIIe siècle[35] (cette ferme intègre les bâtiments agricoles de l'ancien presbytère aujourd'hui détruit. Le logis a été agrandi d'une travée vers l'ouest en 1804).

Sont également inscrits à cet inventaire, deux édifices aujourd'hui détruits :
- Le prieuré de Bénédictins Saint-Martin (XIIIe (?))[36] ;
- Un château fort au lieu-dit le Manoir[37].

### Patrimoine naturel

#### Natura 2000
- Risle, Guiel, Charentonne[38].

#### ZNIEFF de type 1
- Les prairies et les étangs de la Mulotière et de la Thillaie[39] ;
- Le bois du val Accard[40].

#### ZNIEFF de type 2
- La vallée de la Risle de Brionne à Pont-Audemer, la forêt de Montfort[41]

#### Sites classés
- Le "chêne aux loups"  Site classé (1928)[42] ;
- Le "chêne à Leude"  Site classé (1928)[43].